# يوجي توتسوكا
يوجي توتسوكا (6 مارس 1942 - 10 يوليو 2008) هو بروفيسور ياباني والأستاذ الفخري في جامعة طوكيو، توفي توتسوكا في 10 يوليو 2008 بسبب سرطان القولون.
قال مستشاره في الدكتوراة ماساتوشي كوشيبا لو أن توتسوكا عاش 18 شهرًا لاستطاع الفوز بجائزة نوبل.